# Zija Azizov
Zija Azizov (Moskou, 4 oktober 1998) is een Nederlands-Azarbeidjaans voetballer die doorgaans als middenvelder speelt. 

## Clubcarrière
Azizov doorliep de gehele jeugd van FC Den Bosch en Brabant United, de samenwerking tussen FC Den Bosch en RKC Waalwijk. Sinds het seizoen 2016-2017 behoort hij tot het eerste elftal van de Bosschenaren.
Hij maakte zijn officiële debuut op 8 augustus 2016 uit bij Jong PSV (5-4). Azizov scoorde ook meteen zijn eerste goal in het betaaldvoetbal. In de blessuretijd van de eerste helft maakte hij de 4-1.
Aan het einde van 2016 maakte FC Den Bosch bekend dat Azizov een contract heeft getekend wat hem tot de zomer van 2019 aan de club bindt. Met daarbij een cluboptie van 1 extra jaar.
Eind augustus 2018 ging hij naar N.E.C. waar hij bij het beloftenteam aansloot. Hij kwam niet bij het eerste team en vertrok na één seizoen.
Op 19 juni 2019 ondertekende Azizov een eenjarig contract met een optie op nog een seizoen bij het Azerbeidzjaanse Keşlə FK dat uitkomt in de Premyer Liqası. Zonder dat hij in actie kwam voor de club, liep medio 2020 zijn contract af.
In januari 2022 vervolgde hij zijn loopbaan bij amateurclub Trinitas Oisterwijk

## Interlandcarrière
Azizov speelde eenmaal voor het nationale jeugdelftal van Azerbeidzjan onder 17. Op 28 oktober 2014 mocht hij invallen in de kwalificatiewedstrijd voor het Europees kampioenschap voetbal mannen onder 17 tegen Bosnië en Herzegovina.